# Abgeordnetenbestechung
Die Abgeordnetenbestechung ist eine Straftat, die sich gegen den parlamentarischen Meinungsbildungsprozess richtet. Verletzt wird durch die Begehung der Tat das freie, unabhängige Mandat des Abgeordneten. 
In den meisten Ländern ist dieser Straftatbestand weiter gefasst als in Deutschland. 
So gelten in Österreich und Liechtenstein Abgeordnete als Amtsträger (§ 74 Nr. 4a lit. b Strafgesetzbuch (Österreich) bzw. § 74 Nr. 4a lit. a Strafgesetzbuch (Liechtenstein)), sodass auch die entsprechenden Bestechungsvorschriften zur Anwendung kommen. 
In der Schweiz gelten aufgrund gefestigter Rechtsprechung Abgeordnete als Amtsträger, sodass auch dort die entsprechenden Bestechungsvorschriften des Strafgesetzbuchs (Schweiz) zur Anwendung kommen.
In Belgien sieht die Rechtsprechung das Abgeordnetenmandat als öffentliches Amt im Sinne der Korruptionsvorschriften des Strafgesetzbuchs (Belgien) an (wegen des Tagungsorts Brüssel auch für ausländische Abgeordnete des Europäischen Parlaments relevant).

## Deutschland
In Deutschland wurde die Abgeordnetenbestechung erstmals 1994 zum Straftatbestand, wobei zunächst nur der auf Kauf von Stimmen strafbar war. Nach mehreren Strafverschärfungen ist die Abgeordnetenbestechung mittlerweile im § 108e sowie im 2024 in Kraft getretenem § 108f Strafgesetzbuch (StGB) geregelt. Dabei wird vom Tatbestand sowohl die aktive als auch die passive Bestechung mit Strafe bedroht. Seit dem Inkrafttreten der Neufassung der Vorschrift am 1. September 2014 bezieht sich der Straftatbestand des 108e StGB auf sämtliche Handlungen in Wahrnehmung des Mandats. Da damit nicht sämtliche Handlungen von Abgeordneten erfasst wurden, wurde § 108e StGB 2024 durch den § 108f StGB ergänzt. 
Der Tatbestand des § 108e StGB lautet seit der Strafverschärfung zum 19. Oktober 2021:
(1) Wer als Mitglied einer Volksvertretung des Bundes oder der Länder einen ungerechtfertigten Vorteil für sich oder einen Dritten als Gegenleistung dafür fordert, sich versprechen lässt oder annimmt, dass er bei der Wahrnehmung seines Mandates eine Handlung im Auftrag oder auf Weisung vornehme oder unterlasse, wird mit Freiheitsstrafe von einem Jahr bis zu zehn Jahren, in minder schweren Fällen mit Freiheitsstrafe von sechs Monaten bis zu fünf Jahren bestraft.
(2) Ebenso wird bestraft, wer einem Mitglied einer Volksvertretung des Bundes oder der Länder einen ungerechtfertigten Vorteil für dieses Mitglied oder einen Dritten als Gegenleistung dafür anbietet, verspricht oder gewährt, dass es bei der Wahrnehmung seines Mandates eine Handlung im Auftrag oder auf Weisung vornehme oder unterlasse.
(3) Den in den Absätzen 1 und 2 genannten Mitgliedern gleich stehen Mitglieder
1. einer Volksvertretung einer kommunalen Gebietskörperschaft,
2. eines in unmittelbarer und allgemeiner Wahl gewählten Gremiums einer für ein Teilgebiet eines Landes oder einer kommunalen Gebietskörperschaft gebildeten Verwaltungseinheit,
3. der Bundesversammlung,
4. des Europäischen Parlaments,
5. einer parlamentarischen Versammlung einer internationalen Organisation und
6. eines Gesetzgebungsorgans eines ausländischen Staates.

(4) Ein ungerechtfertigter Vorteil liegt insbesondere nicht vor, wenn die Annahme des Vorteils im Einklang mit den für die Rechtsstellung des Mitglieds maßgeblichen Vorschriften steht. Keinen ungerechtfertigten Vorteil stellen dar
1. ein politisches Mandat oder eine politische Funktion sowie
2. eine nach dem Parteiengesetz oder entsprechenden Gesetzen zulässige Spende.

Problematisch mag das Verhältnis zwischen der Indemnität des Abgeordneten (Art. 46 Abs. 1 GG). Hier wird aber vertreten, dass das Schutzprivileg des Art. 46 Abs. 1 GG durch die Bestechlichkeit überschritten wird. Ebenso wenig kann hier Art. 38 Abs. 1 S. 2 GG greifen, der gerade durch die Tatbestandsverwirklichung verletzt wird.
In Bezug auf die Abgeordneten des Europäischen Parlaments gilt die deutsche Strafvorschrift für Deutsche auch bei Begehung im Ausland (§ 5 Nr. 16 StGB). 
Auch Gemeindevertretungen (also Gemeinderäte) sind von der Vorschrift umfasst, jedoch darf es sich dabei nicht um Exekutivakte handeln, die beschlossen werden. Es muss sich dabei um den Beschluss von Gemeindeverordnungen oder Gemeindesatzungen (typischerweise Bebauungspläne) handeln.
Nach dem Wortlaut des § 108e StGB muss die Handlung des Abgeordneten zum Zeitpunkt der Tat noch bevorstehen. Dagegen kommen bei Amtsträgern auch bei nachträglichen Belohnungen Bestechlichkeit (§ 332 StGB) und Bestechung (§ 334 StGB) in Betracht.
Vorsatz wird auf der inneren Tatbestandsseite vorausgesetzt.
Als gesetzlich mögliche Nebenfolge des § 108e StGB können aktives und passives Wahlrecht aberkannt werden.
Die Strafbarkeit ist deutlich enger als im Beamtenrecht gefasst, so dass das Gesetz von Kritikern als praktisch wirkungslos bezeichnet wurde.
Deshalb wurde zum 18. Juni 2024 ergänzend § 108f StGB eingeführt.

### Geschichte
Bis zum Jahr 1994 war Abgeordnetenbestechung kein Straftatbestand. Im Gegensatz zur heutigen Auffassung wurde argumentiert, dass ein derartiger Straftatbestand im Gegensatz zu der Grundgesetzregelung der Unabhängigkeit der Abgeordneten stehen würde.
Seit 1951 sah die Geschäftsordnung des Bundestages vor, dass sich der Bundestag eine Ehrenordnung geben könne. Von dieser Möglichkeit machte der Deutsche Bundestag erst im Jahr 1972 Gebrauch. Anlass war das gescheiterte Misstrauensvotum gegen die Regierung Brandt. Eine Reihe von Abgeordneten hatte damals gegen die eigene Fraktion gestimmt. Einzelne Abgeordnete hatten angegeben, dass ihnen wirtschaftliche Vorteile als Gegenleistung für ein bestimmtes Abstimmungsverhalten angeboten worden wären. Nach der deutschen Wiedervereinigung wurde bekannt, dass auch das Ministerium für Staatssicherheit versucht hatte, einzelne Abgeordnete der CDU zu bestechen.
Aber auch diese 1972 verabschiedeten Verhaltensregeln des Bundestages sahen keine Strafbarkeit der Abgeordnetenbestechung vor.
Erst zur Zeit der Regierung Kohl wurde 1994 mit dem achtundzwanzigsten Strafrechtsänderungsgesetz (BGBl. 1994 I S. 84) der Straftatbestand der Abgeordnetenbestechung eingeführt.
Am 2. April 2007 wendete das Neuruppiner Landgericht erstmals den seit 1994 existierenden Straftatbestand an. Die erste Verurteilung nach dem Straftatbestand der Abgeordnetenbestechung in Deutschland ist nach Mitteilung einer Sprecherin des Neuruppiner Landgerichts gegenüber dpa vom 18. Oktober 2007 mittlerweile rechtskräftig – der BGH habe ein Revisionsbegehren verworfen. Eine Investitionsgesellschaft hatte R. Sommerfeld ein persönliches Darlehen von 100.000 Euro angeboten, als dieser noch Abgeordneter des Neuruppiner Stadtrates war. Dafür sollte die Stadt einer Ausfallbürgschaft von 13,7 Mio. Euro zustimmen. Diese Bürgschaft war nach Ansicht des Gerichts wesentliches Element einer Finanzierung der Investitionsgesellschaft. Das Gericht sah den Stimmenkauf als erwiesen an und entzog Sommerfeld für drei Jahre das passive Wahlrecht.
Deutschland unterzeichnete die UN-Konvention gegen Korruption 2003. 2008 kam der Wissenschaftliche Dienst des Bundestages für Zivil-, Straf- und Verfahrensrecht zu dem Schluss, dass eine Erweiterung und Verschärfung der bisherigen Regelung des Strafgesetzbuches notwendig ist.
2012 forderten 26 der 30 DAX-Unternehmen die Ratifizierung der Konvention. Die Regierungskoalition lehnt dies ab, da mit der Ratifizierung des Antikorruptionsabkommens die freie Mandatsausübung in Gefahr wäre. Im Januar 2013 forderte die Rechtswissenschaftlerin Elisa Hoven in der Zeitschrift für Internationale Strafrechtsdogmatik, „das bislang symbolische Korruptionsstrafrecht durch eine rechtlich überzeugende und praktisch nutzbare Regelung zu ersetzen“.
Nachdem am 1. März 2013 Siegfried Kauder (CDU/CSU), Burkhard Lischka (SPD), Raju Sharma (Die Linke) und Jerzy Montag (Bündnis 90/Die Grünen) einen interfraktionellen Vorschlag präsentierten, und sich aus den Reihen der Regierungsfraktion einige weitere Abgeordnete wie Ernst Hinsken (CSU), Siegfried Kauder (CDU), Norbert Lammert (CDU), Ruprecht Polenz (CDU) und Uwe Schummer (CDU) für die Notwendigkeit einer Gesetzesänderung ausgesprochen hatten, wurde ein von SPD und Grüne eingebrachter Vorschlag vom Bundestag in namentlicher Abstimmung mehrheitlich von CDU und FDP am 27. Juni 2013 abgelehnt. SPD und Grüne wollten eine Freiheitsstrafe von bis zu fünf Jahren für Abgeordnetenkorruption.
Der CSU-Vorsitzende Horst Seehofer warb im August 2013 um eine Ratifizierung und bezeichnete die Situation als „nicht imagefördernd“, dass Deutschland die Konvention bislang nicht ratifiziert hat und sich damit in Gesellschaft mit Ländern wie Syrien, Sudan und Nordkorea befindet. Der Parlamentarische Geschäftsführer der Bundestagsfraktion Michael Grosse-Brömer (CDU) erklärte am 10. August 2013, es bestünden „nach wie vor erhebliche verfassungsrechtliche Bedenken“.
Mit der Novelle des Strafrechts vom 23. April 2014 wurde § 108e StGB mit Wirkung vom 1. September 2014 unter der Überschrift Bestechlichkeit und Bestechung von Mandatsträgern neu gefasst. Der Tatbestand wurde dadurch erheblich erweitert (vgl. oben). Die Strafdrohung blieb damals unverändert Freiheitsstrafe bis zu fünf Jahren oder Geldstrafe. Zum 19. Oktober 2021 wurde die Strafdrohung erheblich verschärft (vgl. oben).
Zum 18. Juni 2024 wurde ergänzend § 108f StGB eingeführt.

## Internationale Übereinkommen
Eine Reihe internationaler Übereinkommen soll gegen Bestechung von Amtsträgern und Abgeordneten wirken.

### OECD-Konvention gegen Bestechung ausländischer Amtsträger
Die am 15. Februar 1999 ratifizierte Konvention der OECD schreibt den Teilnehmernationen (darunter Deutschland) vor, strafrechtliche Maßnahmen gegen Bestechung ausländischer Amtsträger (darunter Abgeordnete) vorzusehen. Die steuerliche Absetzbarkeit von Bestechungsgeldern wird untersagt.
In Deutschland erfolgte die Umsetzung mit dem IntBestG vom 10. September 1998. Die Schweiz hat die OECD-Konvention am 31. Mai 2000 ratifiziert, Österreich am 1. Oktober 1998.

### Strafrechtskonvention über Korruption des Europarats
Das Strafrechtsübereinkommen über Korruption des Europarats trat am 1. Juli 2002 in Kraft und beinhaltet weitgehende Forderungen zur Korruptionsbekämpfung. Die Konvention ist von der Schweiz (2006), Österreich (2013) und Deutschland (2017) ratifiziert worden.

### UN-Konvention gegen Korruption
Die UN-Konvention gegen Korruption (UNCAC) ist am 16. September 2005 in Kraft getreten. Nach der Konvention muss künftig das verwerfliche Beeinflussen eines Abgeordneten auch bei der sonstigen Wahrnehmung seines Mandats erfasst werden. Deutschland hat diese Übereinkunft unterzeichnet und erst am 14. November 2014, als 173. Land, ratifiziert. Am 10. Dezember 2003 unterzeichnete die Schweiz das Übereinkommen und am 24. September 2009 wurde es ratifiziert. Österreich hat die Konvention am 11. Januar 2006 ratifiziert.